# Petru Luhan
Petru Constantin Luhan (n. 19 martie 1977, Suceava, România) este un politician român, ales europarlamentar din partea României, pe listele PDL la alegerile din 2009, în cadrul căruia a fost, în mandatul 2009–2014, membru în Comisia pentru Dezvoltare Regională și în delegația pentru relațiile cu Elveția și Norvegia, la Comisia parlamentară mixtă UE-Islanda și la Comisia parlamentară mixtă a Spațiului Economic European (SEE), și membru supleant al Comisiei pentru Afaceri Economice și Monetare, al comisiei pentru libertăți civile, justiție și afaceri interne, și al delegației pentru relațiile cu țarile Mercosur.

## Controverse
După încheierea mandatului de europarlamentar, Luhan a fost  trimis în judecată de DNA pe 9 aprilie 2019  pentru decontarea între 2010 și 2012 de la Parlamentul European a unor cheltuieli fictive de transport folosind documente false.  Pe 22 iunie 2023 Curtea de Apel București a dispus definitiv încetarea procesului penal ca urmare a intervenirii prescripției răspunderii penale.